# 柚木進
柚木進（1920年9月28日—1997年10月22日）為日本的棒球選手、教練，出生於。他曾效力於日本職棒福岡軟體銀行鷹等，1956年退休，生涯通算123勝。